# Paenibacillus
Paenibacillus és un gènere de bacteris anaeròbics facultatius, formadors d'endospores, inclòs originalment dins del gènere Bacillus, i després reclassificats com a gènere separat el 1993. S'han detectat bacteris pertanyents a aquest gènere en una varietat d'ambients, com ara sòl, aigua, rizosfera, matèria vegetal, farratge i larves d'insectes, així com mostres clíniques. El nom reflecteix: el llatí paene significa gairebé, de manera que els paenibacils són literalment "quasi bacils". El gènere inclou P. larvae, que causa la loque americana a les abelles, P. polymyxa, que és capaç de fixar nitrogen, per la qual cosa s'utilitza en agricultura i horticultura, el Paenibacillus sp. JDR-2, que és una font rica d'agents químics per a aplicacions biotecnològiques, i soques formadores de patrons com P. vortex i P. dendritiformis descobertes a principis dels anys 90, que desenvolupen colònies complexes amb arquitectures intricades, com es mostra a les imatges:

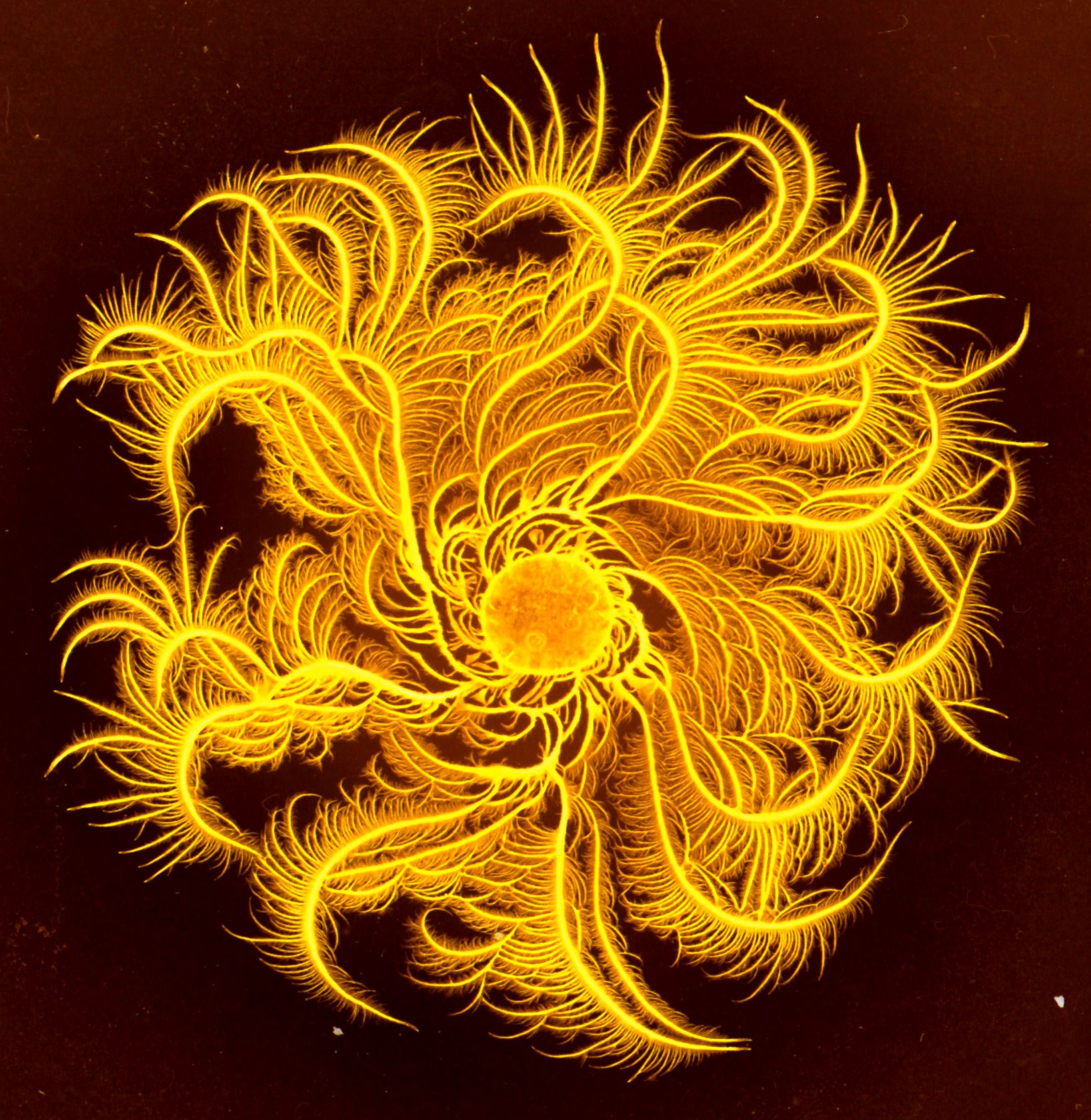
Una colònia generada pels bacteris morfotips quirals de P. dendritiformis: el diàmetre de la colònia és de 5 cm i els colors indiquen la densitat bacteriana (groc brillant per a alta densitat). Les branques són arrissades amb una mà ben definida.
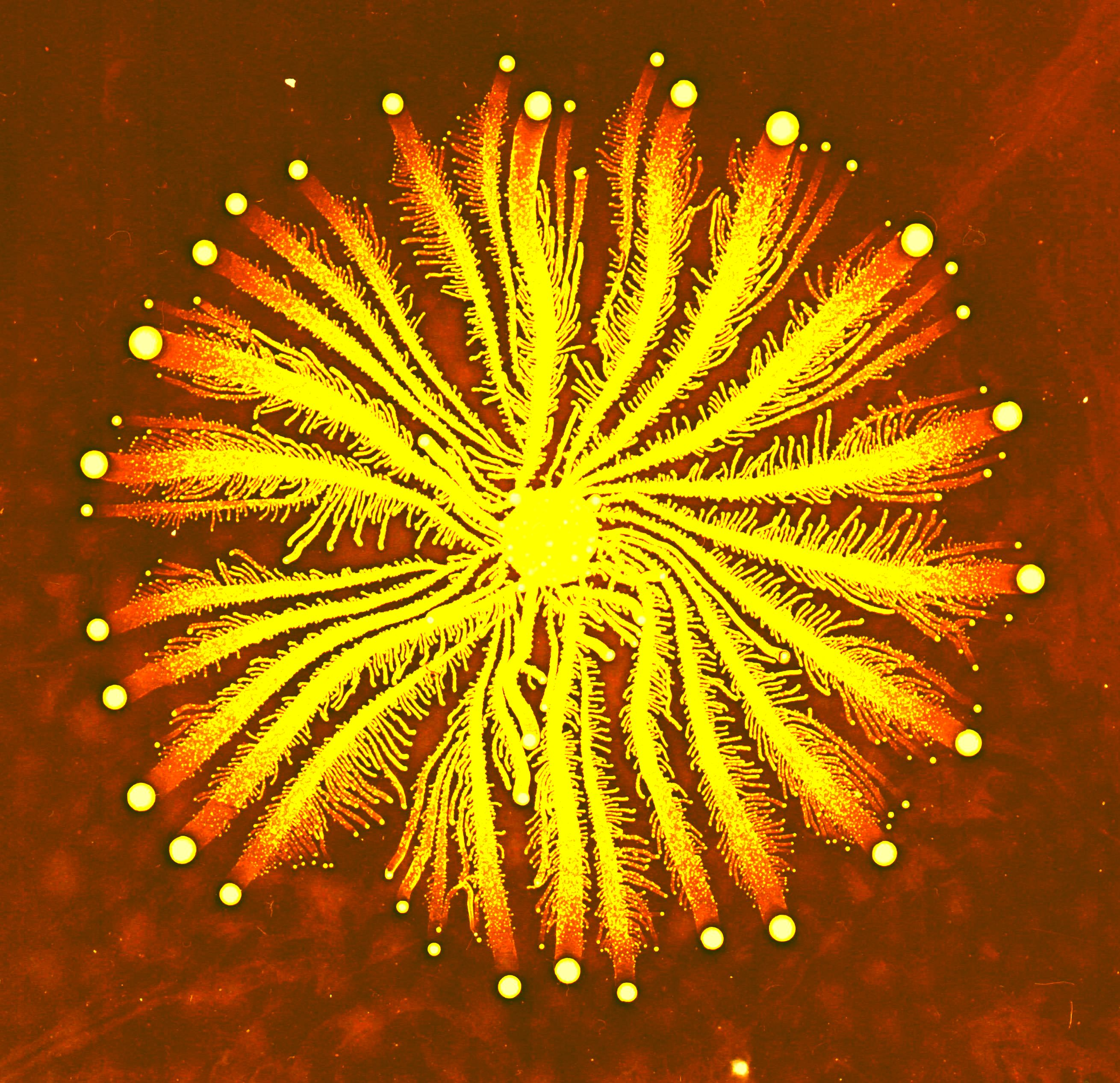
Una colònia generada per P. vortex sp. bacteris: el diàmetre de la colònia és de 5 cm i els colors indiquen la densitat bacteriana (groc brillant per a alta densitat). Els punts brillants són els vòrtexs descrits al text.
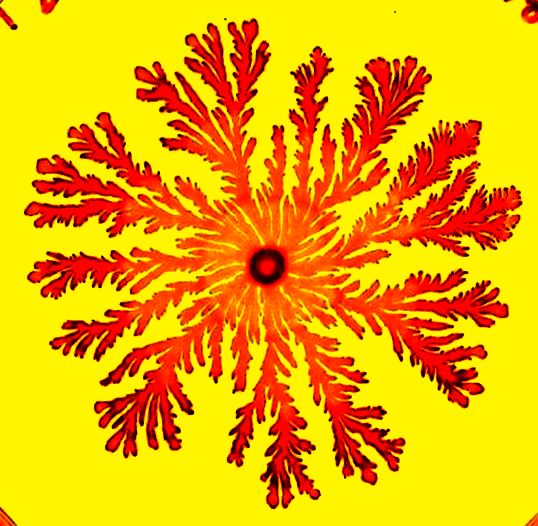
Una colònia generada pels bacteris morfotips de ramificació (divisió de la punta) de P. dendritiformis: el diàmetre de la colònia és de 6 cm i els colors indiquen la densitat bacteriana (ombra més fosca per a una densitat més alta).

## Importància
Interès per Paenibacillus spp. ha anat creixent ràpidament ja que es va demostrar que molts eren importants per a l'agricultura i l'horticultura (p. ex. P. polymyxa ), industrial (p. ex. P. amylolyticus) i aplicacions mèdiques (p. ex. P. peoriate). Aquests bacteris produeixen diversos enzims extracel·lulars com ara enzims degradants de polisacàrids i proteases, que poden catalitzar una gran varietat de reaccions sintètiques en camps que van des de la cosmètica fins a la producció de biocombustibles. Diversos Paenibacillus spp. també produeixen substàncies antimicrobianes que afecten un ampli espectre de microorganismes com ara fongs, bacteris del sòl, bacteris patògens de les plantes i fins i tot patògens anaeròbics importants com Clostridium botulinum.
Més concretament, diverses espècies de Paenibacillus serveixen com a rizobacteris eficients que promouen el creixement de les plantes (PGPR), que colonitzen de manera competitiva les arrels de les plantes i poden actuar simultàniament com a biofertilitzants i com a antagonistes (biopesticides) de patògens arrels reconeguts, com ara bacteris, fongs i nematodes. Augmenten el creixement de les plantes per diversos mecanismes directes i indirectes. Els mecanismes directes inclouen la solubilització de fosfats, la fixació de nitrogen, la degradació dels contaminants ambientals i la producció d'hormones. Els mecanismes indirectes inclouen el control dels fitopatògens competint per recursos com el ferro, els aminoàcids i els sucres, així com la producció d'antibiòtics o enzims lítics. La competència pel ferro també serveix com una forta força selectiva que determina la població microbiana a la rizosfera. Diversos estudis mostren que els PGPR exerceixen la seva activitat de promoció del creixement de les plantes privant de ferro la microflora nativa. Tot i que el ferro és abundant a la natura, la solubilitat extremadament baixa del Fe3+ a pH7 fa que la majoria d'organismes s'enfrontin al problema d'obtenir prou ferro del seu entorn. Per complir els seus requisits de ferro, els bacteris han desenvolupat diverses estratègies, com ara la reducció d'ions fèrrics a ferrosos, la secreció de compostos quelants del ferro d'alta afinitat, anomenats sideròfors, i l'absorció de sideròfors heteròlegs. El genoma de P. vortex, per exemple, alberga molts gens que s'utilitzen en aquestes estratègies, en particular té el potencial de produir sideròfors en condicions limitant el ferro.
Tot i l'interès creixent per Paenibacillus spp., falta informació genòmica d'aquests bacteris. Una seqüenciació del genoma més extensa podria proporcionar informació fonamental sobre les vies implicades en el comportament social complex dels bacteris i pot descobrir una font de gens amb potencial biotecnològic.
Candidatus Paenibacillus glabratella causa nòduls blancs i alta mortalitat dels cargols d'aigua dolça Biomphalaria glabrata. Això és potencialment important perquè Biomphalaria glabrata és un hoste intermedi d'esquistosomiasi.
Un repte important a la indústria làctia és reduir el deteriorament prematur de la llet líquida causat pels microbis. Sovint, el paenibacillus s'aïlla de la llet líquida crua i pasteuritzada. L'espècie de Paenibacillus aïllada més predominant és Paenibacillus odorifer. Les espècies del gènere Paenibacillus poden esporular per sobreviure a la pasteurització de la llet i, posteriorment, poden germinar en llet refrigerada, malgrat les baixes temperatures. Molts gèneres bacterians tenen una resposta de xoc fred, que implica la producció de proteïnes de xoc fred que ajuden a la cèl·lula a facilitar la recuperació global de la traducció. Actualment se sap poc sobre la resposta de xoc fred en Paenibacillus en comparació amb altres espècies, però s'ha demostrat que les espècies de Paenibacillus contenen molts elements genètics associats amb la resposta de xoc fred. Es va demostrar que Paenibacillus odorifer portava múltiples còpies d'aquests elements genètics associats al xoc fred.

## Formació de patrons, autoorganització i comportaments socials
Diverses espècies de Paenibacillus poden formar patrons complexos en superfícies semisòlides. El desenvolupament d'aquestes colònies complexes requereix una autoorganització i un comportament cooperatiu de les cèl·lules individuals alhora que s'utilitza una comunicació química sofisticada anomenada detecció de quòrum. ¡ La formació de patrons i l'autoorganització dels sistemes microbians és un fenomen intrigant i reflecteix els comportaments socials dels bacteris que poden proporcionar informació sobre el desenvolupament evolutiu de l'acció col·lectiva de les cèl·lules en organismes superiors.

### Formació de patró enP. vortex
Un dels patrons més fascinants que formen les espècies de Paenibacillus és P. vortex, bacteris autolubricants, impulsats per flagels. P. vortex organitza les seves colònies generant mòduls, cadascun format per molts bacteris, que s'utilitzen com a blocs de construcció de la colònia en conjunt. Els mòduls són grups de bacteris que es mouen per un centre comú a uns 10 μm/s.

### Formació de patró enP. dendritiformis
Paenibacillus és P. dendritiformis, que genera dos morfotips diferents: el morfotip de ramificació (o divisió de la punta) i el morfotip quiral que està marcat amb imatges ben ramificades a mà.
Aquestes dues soques de Paenibacillus que formen patrons presenten molts trets fisiològics i genètics diferents, inclosa l'activitat semblant a la β-galactosidasa que fa que les colònies es tornin blaves a les plaques X-gal i la resistència a múltiples fàrmacs (MDR) (incloent septrina, penicil·lina, kanamicina, cloramfenicol, ampicinomicilina, i mitomicina C). Les colònies que es cultiven a les superfícies de les plaques de Petri presenten una resistència als medicaments diverses vegades més alta en comparació amb el creixement en medis líquids. Es creu que aquesta resistència particular es deu a un front líquid semblant a un tensioactiu que en realitat forma un patró particular a la placa de Petri.